# Bryt allt hos mig, o Jesus, neder
Bryt allt hos mig, o Jesus, neder är en psalmtext med fyra 4-radiga verser av Johan Lindegren. 
De sjungs till en svensk folkmelodi och används också till sång nr 108 i Pilgrimstoner samt nr 165 i Svenska Missionsförbundets sångbok 1920 O, att den elden redan brunne.

## Publicerad i
- Svenska Missionsförbundets sångbok 1920 som nummer 286
- Barnatoner 1922 som nummer 233 under rubriken "Bön- och lovsånger".